# Gort (robô)
Gort é um robô humanóide fictício, personagem do filme de ficção científica de 1951 O dia em que a Terra parou e também do remake de 2008.

## Versão de 1951
Nessa versão Gort é um robô de quase três metros de altura que acompanha o alienígena Klaatu, um visitante que chegou à Terra pilotando um disco voador. Gort não fala e usa um raio vindo de seu visor para vaporizar armas inimigas e obstáculos. Klaatu o descreve como parte de uma força policial. Ele afirma que os povos do universo construiram numerosos robôs como Gort e lhes deram poder para responder a ações de violência em nome da "preservação da paz". "Não existe limite para o que Gort pode fazer. Ele poderia destruir a Terra", acrescenta Klaatu. 
Gort foi baseado vagamente em Gnut, um grande robô verde do espaço sideral de "Farewell to the Master", um conto de 1940 de Harry Bates que serviu de base para o roteiro de Edmund H. North. Nessa história, Gnut acredita ser um servo de seu companheiro humanóide até que no fim ele é revelado como o mestre.

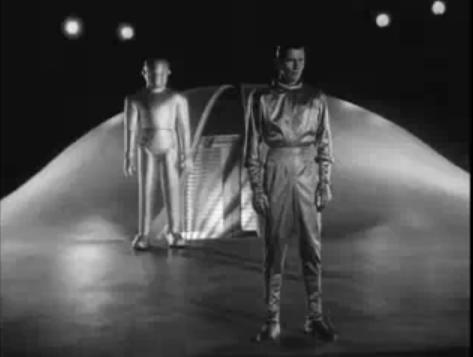
Gort e Klaatu

No cinema Gort é um grande robô sem emendas em seu corpo, que parece ter sido construído a partir de uma peça única de metal maleável. O ator Lock Martin que se caracterizava como o robô, usava a roupa de borracha e espuma desenhada por Addison Hehr. Martin foi escolhido para o papel exatamente por causa de sua altura de 2,31m, o que o coloca como um dos atores mais altos da história do cinema mundial. Duas roupas foram criadas para que não aparecessem as costuras nas cenas. Uma estátua de fiberglass de Gort foi usada para os close-ups na hora em que os raios saiam do visor ou quando o robô ficava imóvel. Para aumentar a altura do robô, o traje era completado com botas de saltos embutidos e um elmo que aumentava o formato da cabeça. Prismas foram usados para que Martin pudesse ver através do visor do traje e saídas para a respiração foram colocadas sob o queixo do robô.
Durante a maior parte do filme, Gort permanece imóvel na frente do disco aterrissado no National Mall, no centro da cidade de Washington enquanto os cientistas e militares os examinam. Em certo ponto Klaatu se comunica com Gort usando um facho de luz de uma lanterna. Gort também responde a comandos vocais, inclusive a famosa frase "Gort! Klaatu barada nikto!", falada pela atriz Patricia Neal no clímax do filme.

## Versão de 2008
Gort é produto de efeitos visuais CGI nesse remake. Como na primeira versão, o robô não fala e emite raios mortais de seu unico olho. Ele é significativamente mais alto, cerca de dez metros de altura. O nome Gort é falado apenas uma vez e não é alienígena mas uma sigla que em português seria algo como "Genético Organismo de Robótica Tecnologia" pelo qual é chamado pelos militares e cientistas que o examinam.
GORT é composto de um vasto enxame de insetos nanorrobóticos, que se autorreplicam e consomem metal e desintegram qualquer substância que entram em contato. Em seu modo de ataque, GORT continua a poder usar seu olho para emitir raios mortais que destroem obstáculos e também danificam sistemas eletrônicos.
Ao contrário da versão de 1951, o novo GORT possui cinco dedos em cada mão. Seus pés não possuem dedos. Os acessórios do traje tais como cintos, visor e botas foram retirados dessa nova versão.
Por insistência de Keanu Reeves, a frase "Klaatu Barada Nikto" foi incluída no roteiro. (Klaatu diz as palavras quando Gort reage aos bombardeios mas o som sai distorcido.)